# معهد دراسات المرأة (جامعة بيرزيت)
معهد دراسات المرأة
تَأَسّس تحت مسمى برنامج دراسات المرأة عام 1994، حيث
كان الأول من نوعه في فلسطين والوطن العربي. تحول البرنامج إلى معهد عام 1998
ليصبح مرة أخرى أول معهد في فلسطين والعالم العربي يمنح درجة الماجستير في تخصص النوع
الإجتماعي والتنمية، بالإضافة إلى تقديم مساقات اختيارية في دراسات المرأة لطلبة
البكالوريوس والتي في طريقها للتحول إلى برنامج تخصص فرعي في دراسات المرأة.
أتى تأسيس المعهد في مرحلة انتقالية يمر بها المجتمع
الفلسطيني بشكل عام، والمرأة الفلسطينية بشكل خاص، وفي ظل السعي الدؤوب لمعالجة
العديد من القضايا الإجتماعية، والاقتصادية، والسياسية، في إطار مرحلة تجمع بين
التحرر الوطني والبناء الديمقراطي والمؤسساتي، الأمر الذي يتطلب وعياً ومعرفة
علمية عميقة عن إمكانيات تحقق تنمية شاملة في ظل وضع كولونيالي، ما يتطلب مناقشة
متعمقة لقضايا اجتماعية، اقتصادية وسياسية رئيسية تواجه المجتمع، وذلك لإنجاز
التحرر الوطني وبناء مجتمع ديمقراطي يقوم على العدالة الاجتماعية والمساواة..

## رؤية المعهد ورسالته
منذ تأسيس برنامج دراسات المرأة في عام 1994 كبرنامج متداخل
الحقول الأكاديمية، التزم البرنامج بالتدريس، والأبحاث، والتدخل المجتمعي على أساس
النوع الاجتماعي، والتأثير على السياسات العامة والمجتمعية. وخلال العقد الماضي
قام المعهد بالسعي إلى تحقيق أهدافه التي تركزت حول: الإسهام في تطوير دراسة النوع
الاجتماعي على مستوى البكالوريوس والماجستير، واستخدام التوجه التداخلي بين الحقول (interdisciplinary)، 
وزيادة المعرفة العلمية باستخدام أساليب النوع الاجتماعي بالإضافة إلى تمكين الدارسين والدارسات من
استخدام أدوات التحليل النسوية، ثم الإسهام في تطوير الكفاءات البحثية الفلسطينية.
وتركّزت الأهداف أيضا حول مساندة المجتمع الفلسطيني، وبخاصة الحركات الاجتماعية
والسياسية والنسوية، من خلال استشارات مبنية على أبحاث معمقة.
وللإسهام في بناء كادر أكاديمي مؤهل، قام المعهد بتدريس
النوع الاجتماعي في قطاعات التعليم المختلفة، ووفّر فرصا للدراسات العليا، وقام
بتعريف الدارسين والدارسات بالجدل الجاري حول قضايا المرأة على المستوى العالمي،
وتحفيز الطلبة على المشاركة، وذلك من أجل التأثير على السياسات الوطنية الرسمية
وغير الرسمية.

## أهداف المعهد
من خلال أنشطته، يسعى المعهد إلى:
تطوير حقل دراسات المرأة والنوع الاجتماعي أكاديمياً
تكوين كوادر شابة كفؤة في مجال البحث والعمل التنموي من منظور النوع الاجتماعي
التأثير على الخطاب السياسي والتنموي والنسوي في الإطار الفلسطيني
تطوير ملكة الفكر النقدي والتحليلي والإبداعي لدى طلاب وطالبات المعهد.
تفعيل التواصل والتعاون والتنسيق بين معهد دراسات المرأة وجامعات محلية وعربية ودولية
بهدف تبادل الخبرات والمعرفة في مجال دراسات النوع الاجتماعي.
تطوير سبل تمكين المرأة.
توسيع شبكة المؤسسات النسائية الفلسطينية.
الإسهام في تطوير سياسات عامة ومؤسسية منصفة، واعية للنوع الاجتماعي وفعالة.
الإسهام في تطوير الصناعات السياسية، التخطيط التنموي، العمل الاجتماعي، وتطوير جدول أعمال
الحركة النسائية في فلسطين.

## برامج المعهد
1. التدريس
2. البحث
3. برنامج تدخل مجتمعي لقضايا النوع الاجتماعي